# Erymanthus
Erymanthus là một chi bọ cánh cứng trong phân họ Clerinae, thuộc họ Cleridae.

## Các loài
- Erymanthus diversipes
- Erymanthus horridus
- Erymanthus transversopustulatus